# Campeonato de Oceanía de Triatlón
El Campeonato de Oceanía de Triatlón es la máxima competición de triatlón a nivel de Oceanía. Es organizado desde 1996 por la Unión de Oceanía de Triatlón. Se realizan las competiciones masculina y femenina, y desde 2013 una competición mixta por relevos. En estos campeonatos está permitida la participación de triatletas de otros continentes.

## Ediciones
| N.º   | Año  | Sede         | País          |
| ----- | ---- | ------------ | ------------- |
| I     | 1996 | Wollongong   | Australia     |
| II    | 1999 | Mooloolaba   | Australia     |
| III   | 2000 | Gisborne     | Nueva Zelanda |
| IV    | 2002 | Queenstown   | Nueva Zelanda |
| V     | 2003 | Queenstown   | Nueva Zelanda |
| VI    | 2004 | Devonport    | Australia     |
| VII   | 2005 | Geelong      | Australia     |
| VIII  | 2006 | Geelong      | Australia     |
| IX    | 2007 | Geelong      | Australia     |
| X     | 2008 | Wellington   | Nueva Zelanda |
| XI    | 2009 | Gold Coast   | Australia     |
| XII   | 2010 | Wellington   | Nueva Zelanda |
| XIII  | 2011 | Wellington   | Nueva Zelanda |
| XIV   | 2012 | Devonport    | Australia     |
| XV    | 2013 | Wellington   | Nueva Zelanda |
| XVI   | 2014 | Devonport    | Australia     |
| XVII  | 2015 | Devonport    | Australia     |
| XVIII | 2016 | Gisborne     | Nueva Zelanda |
| XIX   | 2017 | Devonport    | Australia     |
| XX    | 2018 | San Kilda    | Australia     |
| XXI   | 2019 | Moreton Bay  | Australia     |
| XXII  | 2021 | Port Douglas | Australia     |
| XXIII | 2024 | Taupo        | Nueva Zelanda |
| XXIV  | 2025 | Devonport    | Australia     |

| N.º | Año  | Sede            | País          |
| --- | ---- | --------------- | ------------- |
| I   | 2013 | Kinloch         | Nueva Zelanda |
| II  | 2014 | Kinloch         | Nueva Zelanda |
| III | 2015 | Mount Maunganui | Nueva Zelanda |
| IV  | 2018 | Glenelg         | Australia     |
| V   | 2019 | Devonport       | Australia     |
| VI  | 2023 | Taupo           | Nueva Zelanda |
| VII | 2025 | Gold Coast      | Australia     |

## Palmarés

### Masculino
| N.º   | Año  | Sede                        | Oro                         | Plata                        | Bronce                       |
| ----- | ---- | --------------------------- | --------------------------- | ---------------------------- | ---------------------------- |
| I     | 1996 | Wollongong ( Australia)     | No disponible               | No disponible                | No disponible                |
| II    | 1999 | Mooloolaba ( Australia)     | Greg Bennett Australia      | Hamish Carter Nueva Zelanda  | Greg Welch Australia         |
| III   | 2000 | Gisborne ( Nueva Zelanda)   | Peter Robertson Australia   | Brad Beven Australia         | Troy McKinna Australia       |
| IV    | 2002 | Queenstown ( Nueva Zelanda) | Hamish Carter Nueva Zelanda | Kris Gemmell Nueva Zelanda   | Craig Watson Nueva Zelanda   |
| V     | 2003 | Queenstown ( Nueva Zelanda) | Hamish Carter Nueva Zelanda | Chris Hill Australia         | Kris Gemmell Nueva Zelanda   |
| VI    | 2004 | Devonport ( Australia)      | Brad Kahlefeldt Australia   | Miles Stewart Australia      | Richie Cunningham Australia  |
| VII   | 2005 | Geelong ( Australia)        | No disponible               | No disponible                | No disponible                |
| VIII  | 2006 | Geelong ( Australia)        | Brad Kahlefeldt Australia   | Peter Robertson Australia    | Bryce Quirk Australia        |
| IX    | 2007 | Geelong ( Australia)        | Brad Kahlefeldt Australia   | Courtney Atkinson Australia  | Bevan Docherty Nueva Zelanda |
| X     | 2008 | Wellington ( Nueva Zelanda) | Shane Reed Nueva Zelanda    | Bevan Docherty Nueva Zelanda | James Seear Australia        |
| XI    | 2009 | Gold Coast ( Australia)     | Brad Kahlefeldt Australia   | Courtney Atkinson Australia  | Declan Wilson Australia      |
| XII   | 2010 | Wellington ( Nueva Zelanda) | Laurent Vidal Francia       | Kris Gemmell Nueva Zelanda   | Ben Pattle Nueva Zelanda     |
| XIII  | 2011 | Wellington ( Nueva Zelanda) | Kris Gemmell Nueva Zelanda  | Aaron Royle Australia        | Cameron Good Australia       |
| XIV   | 2012 | Devonport ( Australia)      | Brendan Sexton Australia    | Kris Gemmell Nueva Zelanda   | Aaron Royle Australia        |
| XV    | 2013 | Wellington ( Nueva Zelanda) | Peter Kerr Australia        | Aaron Royle Australia        | Tony Dodds Nueva Zelanda     |
| XVI   | 2014 | Devonport ( Australia)      | Aaron Royle Australia       | Ryan Fisher Australia        | Declan Wilson Australia      |
| XVII  | 2015 | Devonport ( Australia)      | Jacob Birtwhistle Australia | Declan Wilson Australia      | Ryan Sissons Nueva Zelanda   |
| XVIII | 2016 | Gisborne ( Nueva Zelanda)   | Marcel Walkington Australia | Aaron Royle Australia        | Jacob Birtwhistle Australia  |
| XIX   | 2017 | Devonport ( Australia)      | Matthew Baker Australia     | Marcel Walkington Australia  | Tayler Reid Nueva Zelanda    |
| XX    | 2018 | San Kilda ( Australia)      | Sam Ward Nueva Zelanda      | Callum McClusky Australia    | Daniel Hoy Nueva Zelanda     |
| XXI   | 2019 | Moreton Bay ( Australia)    | Brandon Copeland Australia  | Max Studer · Suiza           | Trent Thorpe Nueva Zelanda   |
| XXII  | 2021 | Port Douglas ( Australia)   | Luke Willian Australia      | Matthew Hauser Australia     | Tayler Reid Nueva Zelanda    |
| XXIII | 2024 | Taupo ( Nueva Zelanda)      | Matthew Hauser Australia    | Tayler Reid Nueva Zelanda    | Brandon Copeland Australia   |
| XXXIV | 2025 | Devonport ( Australia)      | Brandon Copeland Australia  | James Corbett Nueva Zelanda  | Lachlan Jones Australia      |

### Femenino
| N.º   | Año  | Sede                        | Oro                             | Plata                              | Bronce                            |
| ----- | ---- | --------------------------- | ------------------------------- | ---------------------------------- | --------------------------------- |
| I     | 1996 | Wollongong ( Australia)     | No disponible                   | No disponible                      | No disponible                     |
| II    | 1999 | Mooloolaba ( Australia)     | Jackie Gallagher Australia      | Joanne King Australia              | Tracy Hargreaves Australia        |
| III   | 2000 | Gisborne ( Nueva Zelanda)   | Melissa Ashton Australia        | Emma Carney Australia              | Rina Hill Australia               |
| IV    | 2002 | Queenstown ( Nueva Zelanda) | Heather Evans Nueva Zelanda     | Samantha Warriner Nueva Zelanda    | Rebekah Keat Australia            |
| V     | 2003 | Queenstown ( Nueva Zelanda) | Samantha Warriner Nueva Zelanda | Mirinda Carfrae Australia          | Maxine Seear Australia            |
| VI    | 2004 | Devonport ( Australia)      | Liz Blatchford Reino Unido      | Barbara Lindquist Estados Unidos   | Nicole Hackett Australia          |
| VII   | 2005 | Geelong ( Australia)        | No disponible                   | No disponible                      | No disponible                     |
| VIII  | 2006 | Geelong ( Australia)        | Leanda Cave Reino Unido         | Rina Hill Australia                | Emma Moffatt Australia            |
| IX    | 2007 | Geelong ( Australia)        | Erin Densham Australia          | Annabel Luxford Australia          | Debbie Tanner Nueva Zelanda       |
| X     | 2008 | Wellington ( Nueva Zelanda) | Emma Moffatt Australia          | Annabel Luxford Australia          | Nicky Samuels Nueva Zelanda       |
| XI    | 2009 | Gold Coast ( Australia)     | Kiyomi Niwata Japón             | Daniela Ryf · Suiza                | Bárbara Riveros · Chile           |
| XII   | 2010 | Wellington ( Nueva Zelanda) | Andrea Hewitt Nueva Zelanda     | Debbie Tanner Nueva Zelanda        | Nicky Samuels Nueva Zelanda       |
| XIII  | 2011 | Wellington ( Nueva Zelanda) | Vicky Holland Reino Unido       | Vendula Frintová · República Checa | Ashleigh Gentle Australia         |
| XIV   | 2012 | Devonport ( Australia)      | Emma Jackson Australia          | Ashleigh Gentle Australia          | Erin Densham Australia            |
| XV    | 2013 | Wellington ( Nueva Zelanda) | Felicity Abram Australia        | Kate McIlroy Nueva Zelanda         | Grace Musgrove Australia          |
| XVI   | 2014 | Devonport ( Australia)      | Gillian Backhouse Australia     | Natalie Van Coevorden Australia    | Melinda Vernon Australia          |
| XVII  | 2015 | Devonport ( Australia)      | Jaz Hedgeland Australia         | Simone Ackermann Nueva Zelanda     | Sophie Corbidge Nueva Zelanda     |
| XVIII | 2016 | Gisborne ( Nueva Zelanda)   | Emma Moffatt Australia          | Emma Jeffcoat Australia            | Jaz Hedgeland Australia           |
| XIX   | 2017 | Devonport ( Australia)      | Emma Jeffcoat Australia         | Gillian Backhouse Australia        | Joanne Miller Australia           |
| XX    | 2018 | San Kilda ( Australia)      | Natalie Van Coevorden Australia | Annabel Luxford Australia          | Tamsyn Moana-Veale Australia      |
| XXI   | 2019 | Moreton Bay ( Australia)    | Kelly-Ann Perkins Australia     | Jaz Hedgeland Australia            | Sophie Corbidge Nueva Zelanda     |
| XXII  | 2021 | Port Douglas ( Australia)   | Jaz Hedgeland Australia         | Kelly-Ann Perkins Australia        | Kira Hedgeland Australia          |
| XXIII | 2024 | Taupo ( Nueva Zelanda)      | Ellie Hoitink Australia         | Richelle Hill Australia            | Ainsley Thorpe Nueva Zelanda      |
| XXXIV | 2025 | Devonport ( Australia)      | Richelle Hill Australia         | Lauren Kerwick Australia           | Nicole van der Kaay Nueva Zelanda |

### Relevo mixto
| N.º | Año  | Sede                             | Oro                                                                         | Plata                                                                           | Bronce                                                              |
| --- | ---- | -------------------------------- | --------------------------------------------------------------------------- | ------------------------------------------------------------------------------- | ------------------------------------------------------------------- |
| I   | 2013 | Kinloch ( Nueva Zelanda)         | Nueva Zelanda                                                               | Nueva Zelanda                                                                   | Australia                                                           |
| II  | 2014 | Kinloch ( Nueva Zelanda)         | Nueva Zelanda Nicole van der Kaay Tayler Reid Jaimee Leader Daniel Hoy      | Nueva Zelanda Maddie Dillon Tom Davison Samantha Kingsford Martin van Barneveld | Nueva Zelanda Penny Hayes Sam Osborne Rebecca Clarke Bryce McMaster |
| III | 2015 | Mount Maunganui ( Nueva Zelanda) | Nueva Zelanda Elise Salt Matt Franklin Sophie Corbidge Cooper Rand          | Nueva Zelanda Danielle Parkinson David Martin Hannah Sturmer Clark Ellice       | —                                                                   |
| IV  | 2018 | Glenelg ( Australia)             | Nueva Zelanda Nicole van der Kaay Ryan Sissons Andrea Hewitt Tayler Reid    | Australia Emma Jeffcoat Brandon Copeland Charlotte McShane Ryan Bailie          | Nueva Zelanda Ainsley Thorpe Sam Ward Elise Salt Hayden Wilde       |
| V   | 2019 | Devonport ( Australia)           | Nueva Zelanda Nicole van der Kaay Tayler Reid Ainsley Thorpe Hayden Wilde   | Australia Tamsyn Moana-Veale Matthew Roberts Kerry Morris Ryan Fisher           | Nueva Zelanda Sophie Corbidge Liam Ward Kiri Atkin Daniel Hoy       |
| VI  | 2023 | Taupo ( Nueva Zelanda)           | Nueva Zelanda Janus Staufenberg Olivia Thornbury Trent Thorpe Brea Roderick | Australia Jayden Schofield Ellie Hoitink Luke Schofield Charlotte Derbyshire    | —                                                                   |
| VII | 2025 | Gold Coast ( Australia)          | Australia                                                                   | Nueva Zelanda                                                                   | —                                                                   |

## Medallero histórico
- Actualizado Gold Coast 2025.[1]

| Núm. | País            | Oro | Plata | Bronce | Total |
| ---- | --------------- | --- | ----- | ------ | ----- |
| 1    | Australia       | 32  | 32    | 27     | 91    |
| 2    | Nueva Zelanda   | 14  | 15    | 20     | 49    |
| 3    | Reino Unido     | 3   | 0     | 0      | 3     |
| 4    | Francia         | 1   | 0     | 0      | 1     |
| 4    | Japón           | 1   | 0     | 0      | 1     |
| 6    | Suiza           | 0   | 2     | 0      | 2     |
| 7    | Estados Unidos  | 0   | 1     | 0      | 1     |
| 7    | República Checa | 0   | 1     | 0      | 1     |
| 9    | Chile           | 0   | 0     | 1      | 1     |
|      | TOTAL           | 51  | 51    | 48     | 150   |